# Lars Nedland
Lars Are Nedland, noto anche con lo pseudonimo di Lazare (Kristiansand, 13 maggio 1976), è un cantante, batterista e tastierista norvegese, che milita nella band avantgarde metal Solefald.
Ha anche composto la maggior parte della musica e ha fatto tutti gli arrangiamenti per il violino e il violoncello negli album dei Solefald Red for Fire: An Icelandic Odyssey Part I e Black for Death: An Icelandic Odyssey Part II. Ha anche scritto alcuni dei testi, come le canzoni 04.34 PM, Fluorescent e White Frost Queen. Lui e Cornelius Jakhelln cominciarono il progetto Solefald nell'agosto 1995.

## Carriera
Nel corso degli anni, Lazare ha partecipato a molti gruppi musicali, suonando la batteria per la band black metal Carpathian Forest nel loro album del 1998 Black Shining Leather, e suonando il pianoforte, la tastiera, il sintetizzatore e l'organo Hammond, cantando le seconde voci e scrivendo i testi nella band progressive metal Borknagar nel 2000, e suonando la batteria in altri gruppi (Böh, Grail, God.com).
Nel 2003 si è unito alla band folk/viking metal Ásmegin, dove canta con voce pulita. Nel 2004 gli è stato chiesto di unirsi alla band avantgarde metal Age of Silence come cantante e scrittore di testi, incarico da lui accettato.
Lazare è anche un ricercatore/reporter/proprietario per l'emittente televisiva norvegese TVNORGE.

## Discografia

### Con i Solefald
- 1996 - Jernlov (demo)
- 1997 - The Linear Scaffold
- 1999 - Neonism
- 2001 - Pills Against The Ageless Ills
- 2003 - In Harmonia Universali
- 2005 - Red for Fire: An Icelandic Odyssey Part I
- 2006 - Black for Death: An Icelandic Odyssey Part II
- 2010 - Norrøn livskunst

### Con i [Borknagar
- 2000 - Quintessence
- 2001 - Empiricism
- 2004 - Epic
- 2006 - Origin
- 2010 - Universal
- 2012 - Urd

### Con gli Age of Silence
- 2004 - Acceleration
- 2005 - Complication - Trilogy of Intricacy

### Con i Winds
- Prossimo album

### Con gli Ásmegin
- 2003 - Hin Vordende Sod & Sø

### Con i Böh
- 2001 - Böh

### Con gli Sturmgeist]
- 2005 - Meister Mephisto

### Come musicista ospite
- Carpathian Forest - Black Shining Leather (Batteria) (1998)
- Vintersorg - Visions From The Spiral Generator (Organo Hammond) (2002)
- Vintersorg - The Focusing Blur (Organo Hammond, voce, testi) (2004)
- Sturmgeist - Meister Mephisto (Seconde voci) (2005)
- Winds - prossimo album (2007)